# Бікіні

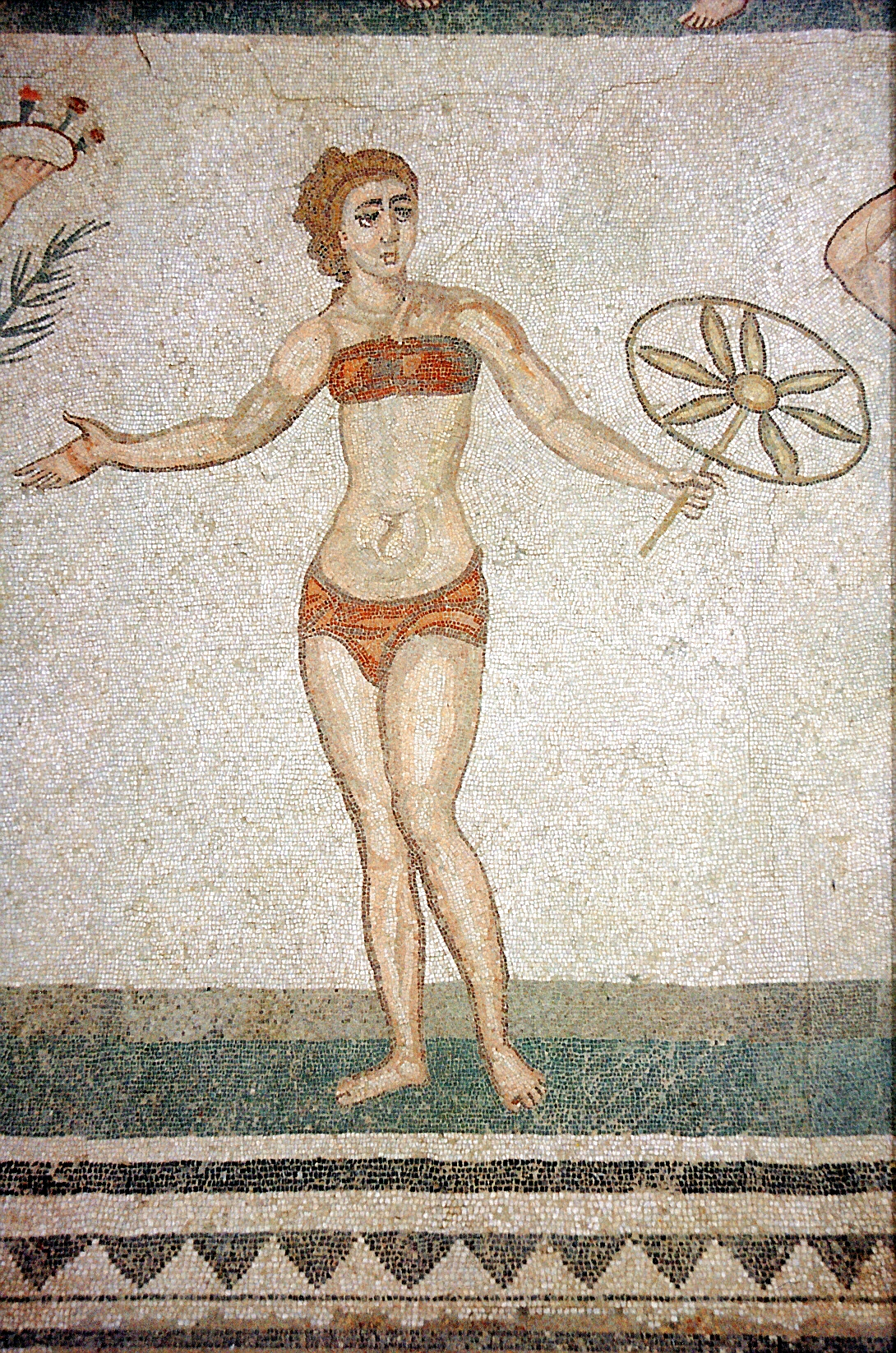
Римлянка в «античному бікіні». Мозаїка на Вілла Романа дель Казале, IV ст. н. е.

Бікіні — роздільний (відкритий) жіночий купальний чи спортивний костюм з двох частин: бюстгальтера (прикриває, захищає та підтримує груди) і трусів (прикриває пах і сідниці), використовуючи при цьому якнайменшу кількість тканини. Використовувався для спорту ще жінками й дівчатами Стародавнього Риму. Пережив пік популярності з кінця 1960-х по 1970-ті. У 1980-х лише кожен третій проданий у світі купальник був бікіні. 
Сучасні бікіні носять переважно при купанні чи засмаганні. Також бікіні є офіційною спортивною формою в деяких видах жіночого спорту: пляжному волейболі, стрибках з жердиною, спринті, жіночому бодібілдингу. Також бікіні-дефіле вимагається на конкурсах краси.

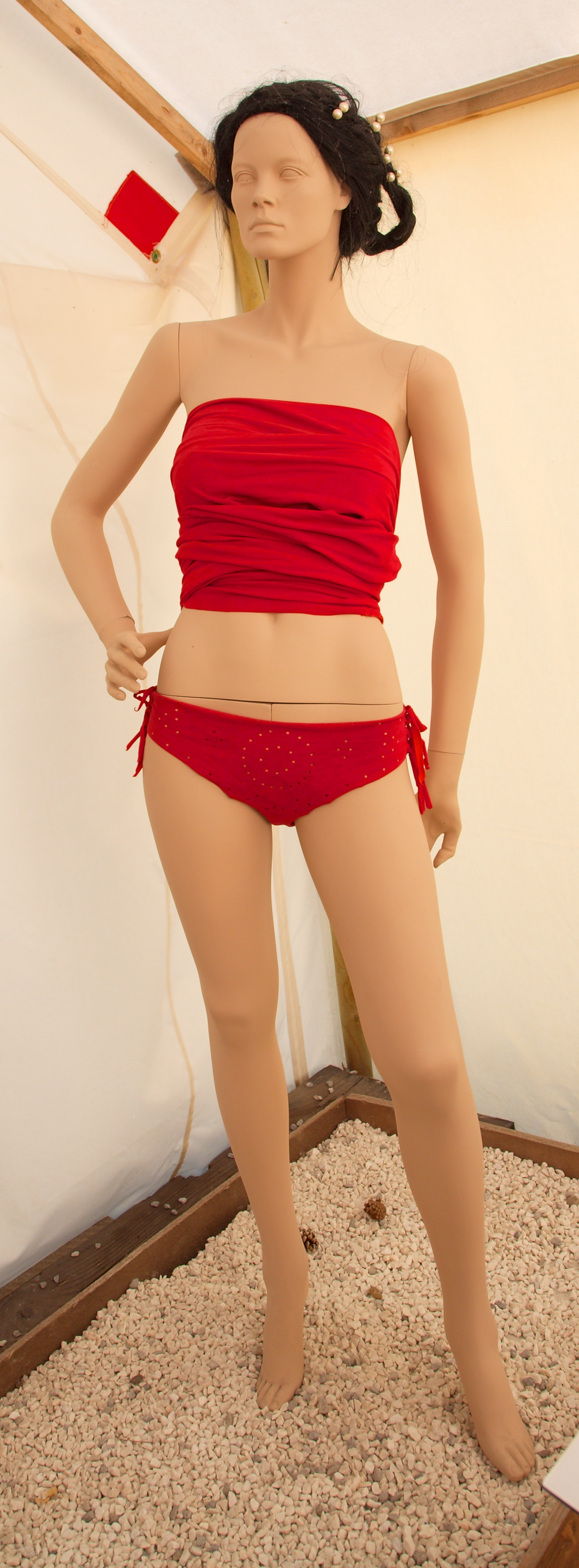
Реконструкція римського «античного бікіні». Труси шкіряні. Карнунт

## Назва
Назву купальник отримав завдяки атолу Бікіні, на якому в 1946 році проводилися випробування ядерної бомби в рамках операції «Перехрестя», і тому назва купальника мала асоціюватися з вибухом. Існує ще одна поширена (але помилкова) версія, відповідно до якої назва «бікіні» виникла через те, що даний тип купальника за формою нагадує архіпелаг Бікіні. На місцевому мікронезійському діалекті «бікіні» означає — «земля кокосів»[джерело?].

## Історія

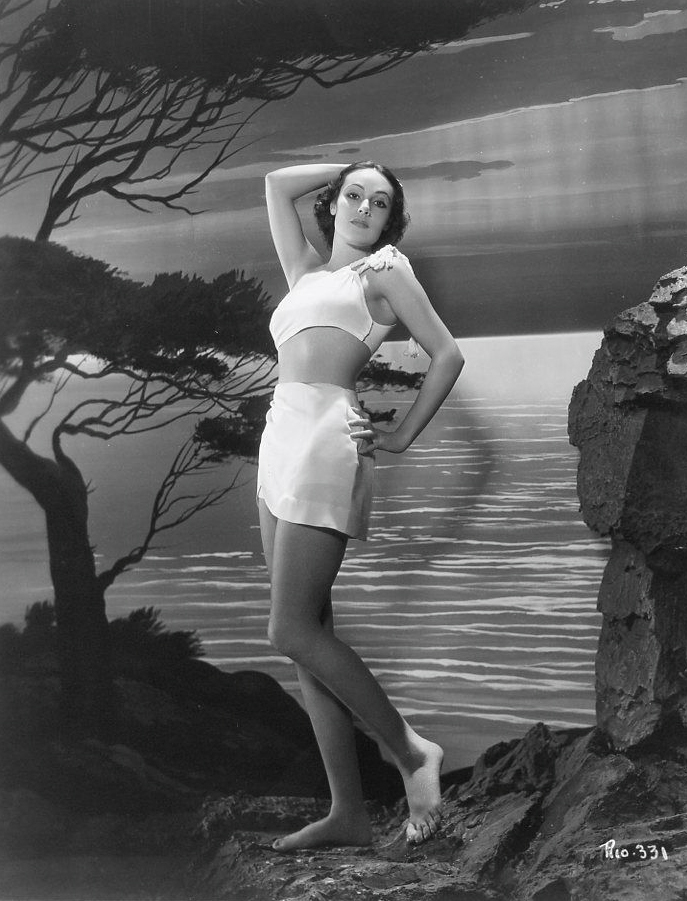
Мексиканська акторка Долорес дель Ріо, публічне фото для фільму In Caliente (1935)

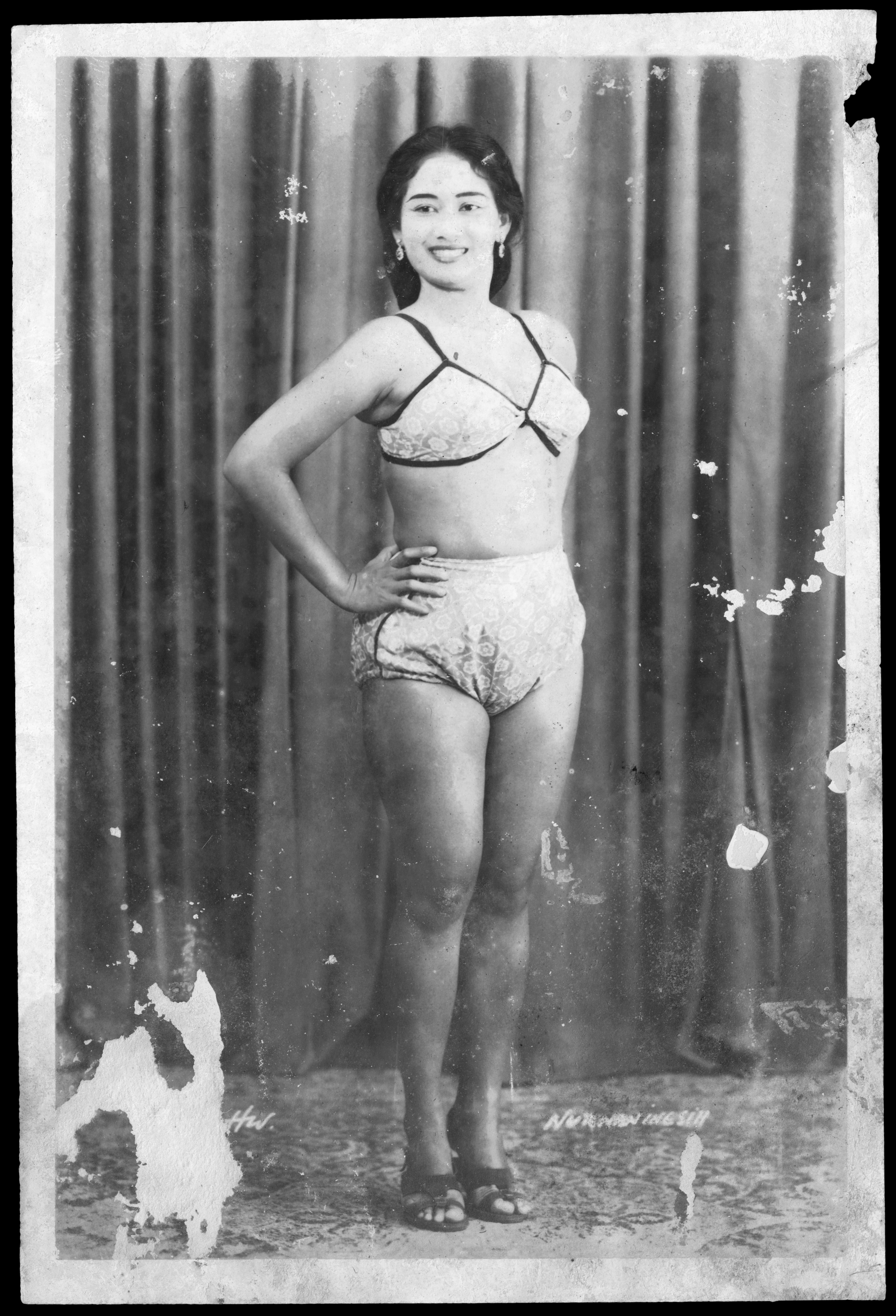
Індонезійська акторка, бл. 1955

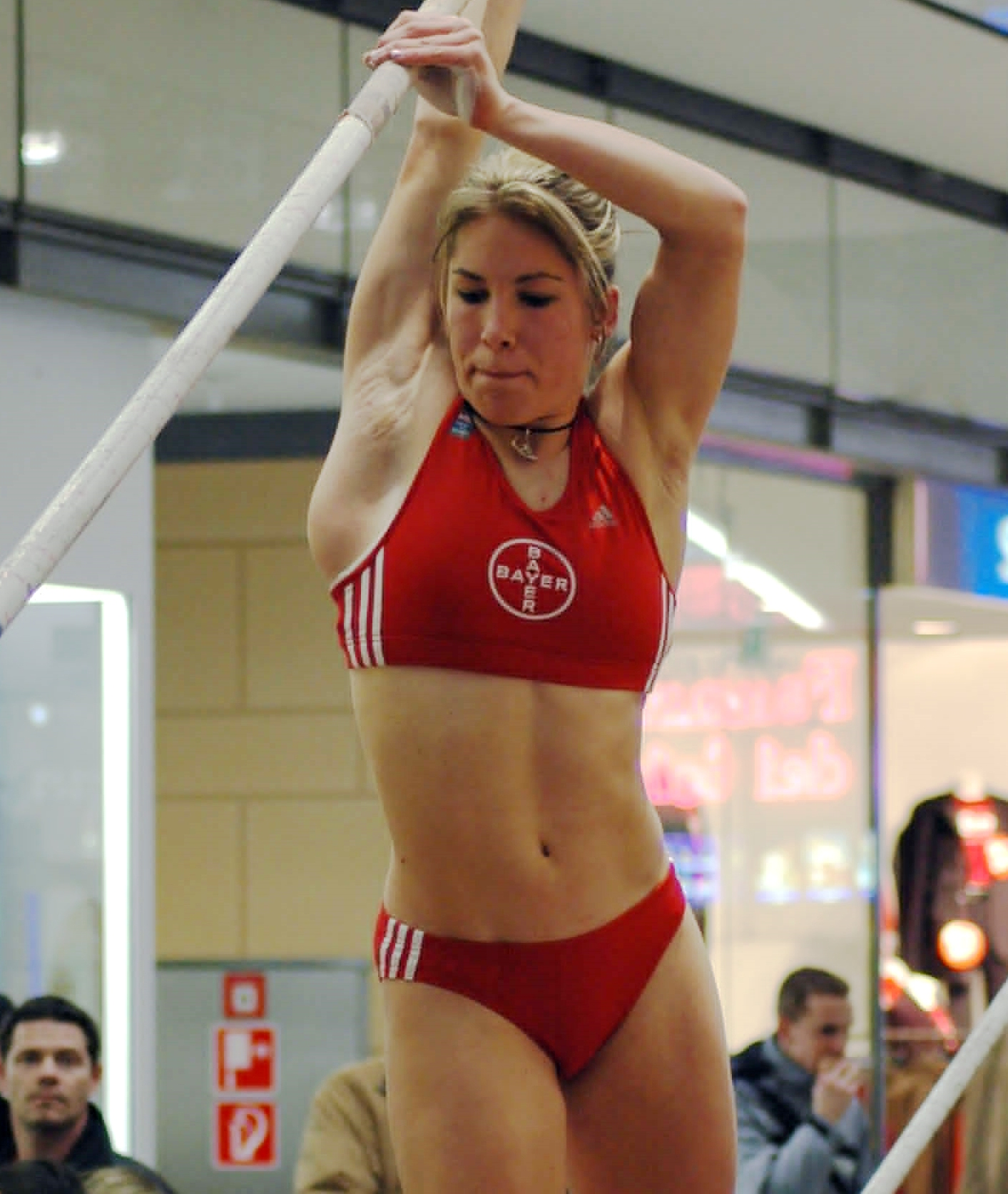
Німецька стрибунка з жердиною Floé Kühnert у спортивному бікіні, Постдам, 2004

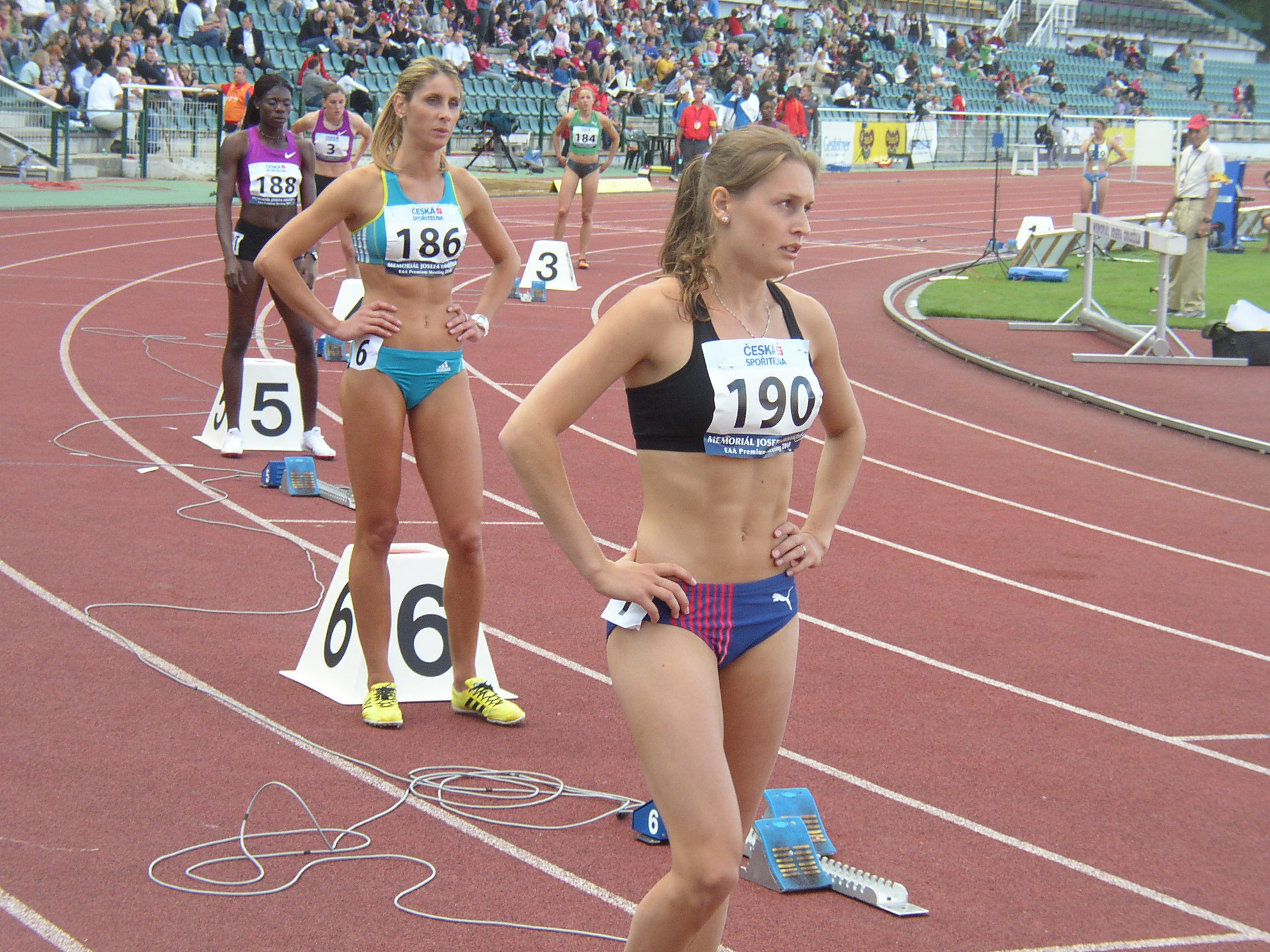
Спринтерки, 2010

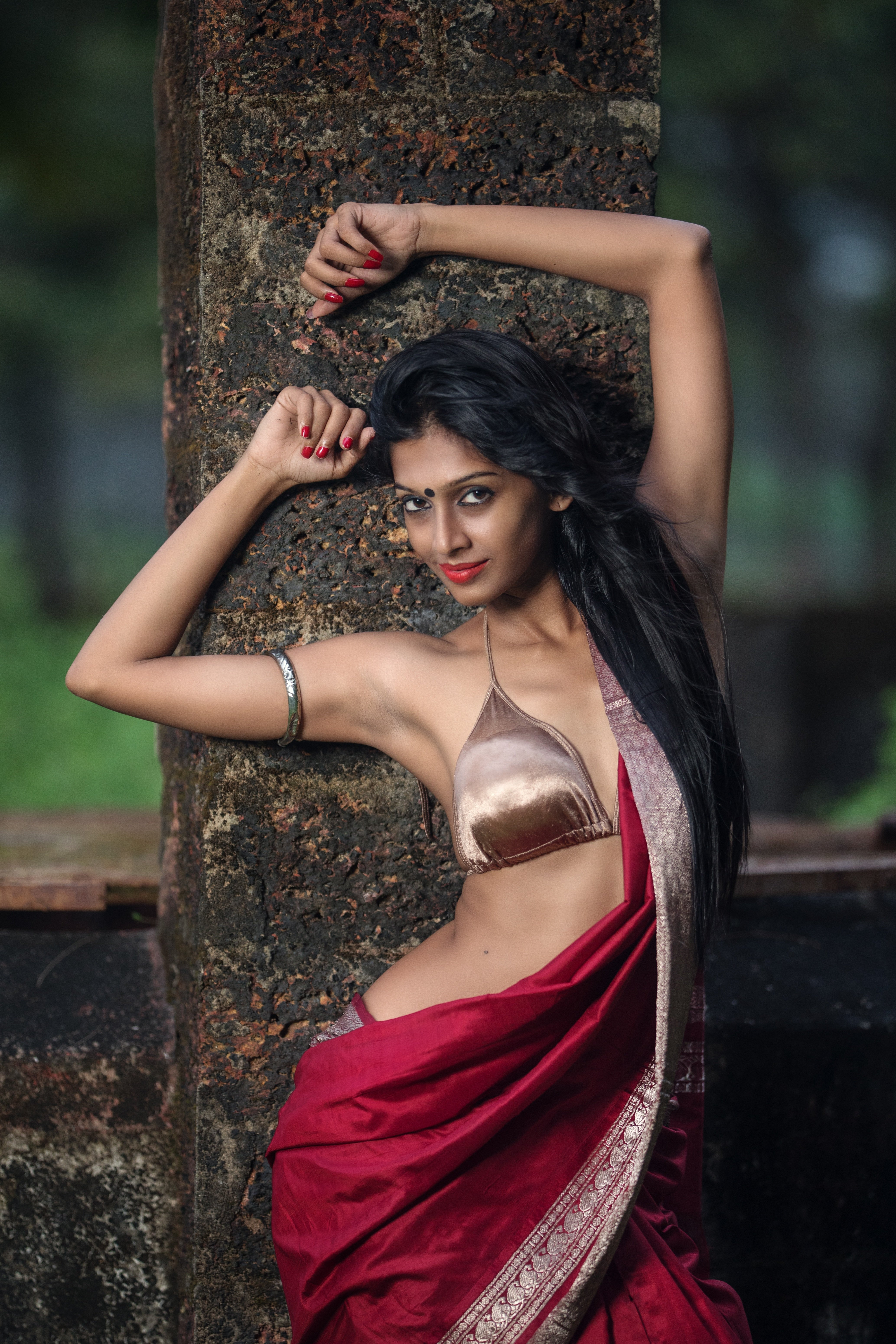
Індійська модель у бікіні з сарі

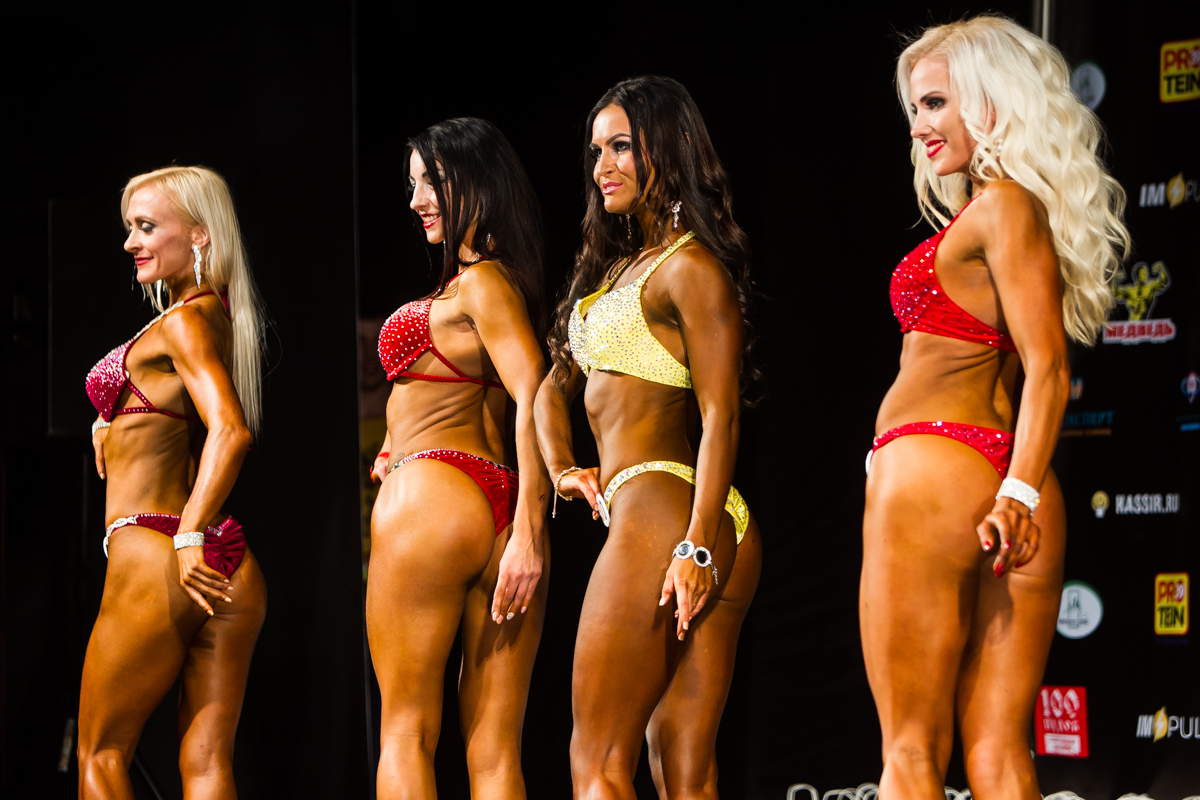
Турнір з бодібідлингу та фітнес-бікіні

Перші прообрази бікіні носили для занять спортом ще стародавні римлянки. Так зване римське бікіні, реконструйоване за археологічними знахідками, складалося з настегнової пов'язки (сублігакулума) і нагрудної пов'язки (строфіума).
Творцем сучасних бікіні вважається паризький модельєр Луї Реар (Louis Reard) — автомобільний інженер-механік, що став дизайнером одягу після отримання спадщини від матері у вигляді салону жіночої білизни. Бікіні були вперше продемонстровані на публіці 5 липня 1946 року стриптизеркою з Казино де Парі Мішелін Бернардіні. Вона виявилася єдиною моделлю, яка погодилася вийти на подіум лише в кількох трикутниках тканини, які прикривали інтимні частини тіла. Світ моди був шокований: ніхто не повірив, що жінка зможе носити таке на пляжі. Бернардіні за кілька тижнів після показу отримала від чоловіків з усієї Європи біля 50 тис. шлюбних пропозицій.
Нова модель купальника була названа на честь атолу Бікіні, на якому чотирма днями раніше США провели випробування водневої бомби. Рекламний слоган, який супроводжував випуск моделі, використовував паралелі між назвою попередньої моделі, і ядерним розпадом: «Бікіні — розділений атом!». На її виготовлення пішло лише 30 кв. дюймів — 76 см² — тканини.
Луї Реар не єдиним влітку 1946-го створив міні купальник. За місяць до нього в одному з пляжних магазинів французького курорту Канни модельєр Жак Гайм теж почав продавати порівняно маленькі купальники. Називав їх «атом» (Atome). Для реклами замовив літак, який димом писав у повітрі над пляжами: «Найменший купальник уже в продажу». На цей слоган Реар відреагував: «Мій менший навіть за найменший купальник». Він же вигадав гасло-визначення міні-купальника: «Це не бікіні, якщо його не можна пропхати крізь обручку».
Відразу після появи бікіні заборонили на головних пляжах Європи. В Італії, Португалії й Іспанії жінок у бікіні заарештовували. Критики стверджували, що бікіні «відкриває в дівчині все, крім дівочого прізвища її матері». 1957 року американський журнал «Сучасна дівчина» писав: «Порядна дівчина ніколи не вдягне таку річ». Леді й далі виходили на пляж у закритих купальниках. Знадобилося більше 10 років, перш ніж бікіні перестали шокувати і увійшли в моду.
Пізніше бікіні став прапором сексуальної революції на Заході, що і зробило його популярним. Першою зі знаменитостей його застосувала французька акторка Бріжит Бардо, знявшись 1956 року у білому бікіні у стрічці «І Бог створив жінку». Під час Каннського кінофестивалю Бардо з'являлася в бікіні й на місцевих пляжах. Після фільму жінки шукали такі ж купальники, як у кінозірки, а чоловіки штурмували кінотеатри. Кравці не хотіли втрачати прибутку, і швейні фабрики почали працювати в три зміни, набираючи замовлень на кілька років наперед. «Жінки вибирають бікіні прискіпливіше, ніж чоловіків. Принципи однакові: шукають те, в чому комфортно і що дає можливості для росту», — описувала ажіотаж тих років американська журналістка Ерма Бомбек.
Після Бардо бікіні прорекламувала швейцарська акторка Урсула Андресс. 1962 року вона втілила дівчину Бонда у першому фільмі бондіани «Доктор Но». Вийшовши у білому бікіні із води перед враженим агентом 007, Андресс стала секс-символом. Знайшовши через багато років цей убір на запиленому горищі, Андресс продала його на аукціоні «Крісті» за 35 тис. фунтів стерлінгів у 2001 році.
Пік популярності бікіні — кінець 1960-х та 1970-ті, після чого ажіотаж пішов на спад. У 1980-х лише кожен третій проданий у світі купальник був бікіні. 1988 року закрилася компанія Луї Реара.

## Види
Зараз існує багато модифікацій бікіні. Залежно від різновиду плавок, виділяють стринг-бікіні, бікіні-танга, бразильське бікіні, міні-бікіні, мікро-бікіні тощо. Популярність цього купального костюму привела до того, що назви багатьох видів купальників стали утворюватися за зразком «бікіні» — із закінченням «-кіні». Відомі такі типи одягу (й аксесуарів), назви яких утворені за цією моделлю:
| Фото | Назва                    | Опис |
| ---- | ------------------------ | --- |
|      | Буркіні                  | Максимально закритий купальний костюм, вживаний ортодоксальними мусульманками. Може бути обтислим або вільним. |
|      | Танкіні                  | Комплект бікіні, в якому замість традиційного верху використовується майка (англ. tank top) |
|      | Монокіні                 | Полегшений варіант суцільного купальника: з вирізами на боках, на спині і попереду. Первісно словом «монокіні» називали купальник з одної нижньої частини (топлес), зараз для цього може використовуватися нижня частина звичайного бікіні. |
|      | Трикіні                  | Купальник, що поєднує в собі монокіні і звичайне бікіні. Учасниці конкурсу краси «Міс Італія-1969» у трикіні зі смужкою |
|      | Скертині                 | Бікіні, у якому труси замінені короткою спідницею |
|      | Слінг-бікіні             | Купальник з широких вертикальних або діагональних смуг або шнурів зі шматочками тканини |
|      | Манкіні                  | Різновид слінг-бікіні, призначений для чоловіків |
|      | Класичне бікіні          | Складається з плавок і бюстгальтера. Верх майже повністю прикриває груди, використовуються звичайні плавки |
|      | Міні-бікіні              | Верх складається з двох невеликих трикутників, що наполовину оголяють груди, сідниці також наполовину відкриті (чикі, танга або бразильські труси). Фіналістки конкурсу краси Bridges Bikini Contest Finale, 2008                           |
|      | Бандокіні                | Бікіні, де звичайний бюстгальтер замінений пов'язкою-бандо. Також називається «бандині». |
|      | Мікро-бікіні (мікрокіні) | Максимально відкритий купальник. Бюстгальтер складається з маленьких клаптиків, використовуються танга або стринги. На фото Джессіка Бангкок у мікроваріанті слінг-бікіні                                                                   |
|      | Пубікіні                 | Варіант монокіні (топлес) з дуже маленькими плавками, які відкривають лобок (англ. pubis) |
|      | Стикіні                  | Замість бюстгалтера використовуються наклейки на сосках |
|      | Нанокіні                 | Найекстремальніший варіант купального костюму, що являє собою тонкі листочки, наклеювані на певні ділянки тіла. Соски і геніталії залишаються відкритими                                                                                    |
|      | Фейскіні                 | Жартівлива назва захисної маски для обличчя, що нагадує шолом-балаклаву з вирізами для очей, носа і рота |